# Harrlstollen
Der Harrlstollen war ein Steinkohlebergwerk bei Bad Eilsen.

## Kohlenförderung
Der Abbau von Steinkohle begann auf der nordöstlichen Seite des Harrl bei Ahnsen. Ausgehend von einem Steinbruch, wurde der Stollen etwa 300 m weit nach Süden getrieben. Das zweite Stollenmundloch befand sich in unmittelbarer Nähe der Trasse der Bad Eilsener Kleinbahn. Weiterhin gab es einen Wetterschacht im Wald. Zwei Stollenmundlöcher nahe Bückeburg, die der Anlage zugesprochen werden, gehörten jedoch zu einer eigenständigen zweiten Stollenanlage, die seit vielen Jahrzehnten verschüttet und unauffindbar ist.
Die Analyse der Flöze 3 und 4, die im Harrlstollen abgebaut wurden, ergab: Asche 16,47 %, Koksausbeute 80 %, flüchtige Bestandteile 20 %, Schwefel 0,69 %. 1923 wurde die Kohleförderung bereits wieder eingestellt.

## Nutzung während des Zweiten Weltkriegs

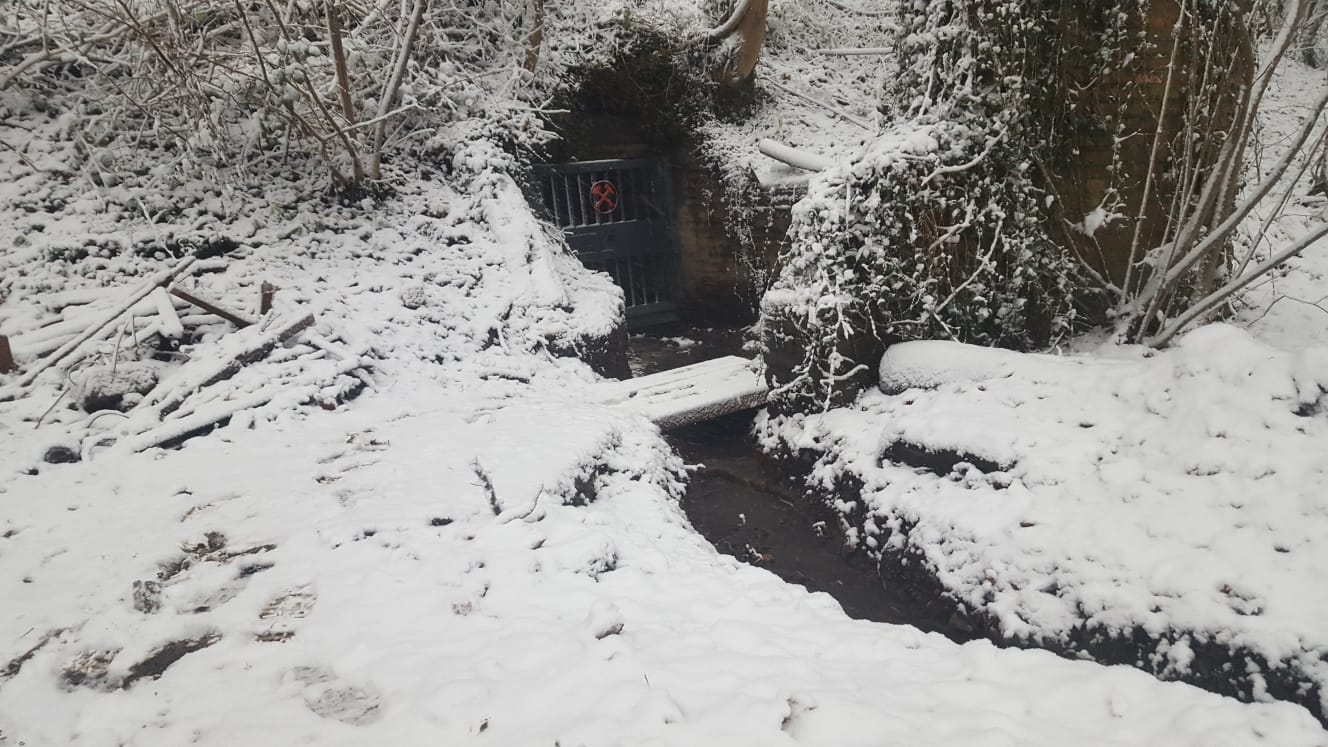
Ansicht des verbliebenen südlichen Mundlochs

Der Stollen wurde während des Zweiten Weltkriegs vom Flugzeughersteller Focke-Wulf genutzt. Aus dieser Zeit stammt der massive Vorbau, mit dem das zweite Stollenmundloch gesichert wurde. Es war beabsichtigt, innerhalb des Stollens auf einer Fläche von etwa 300 m² die Lichtpauserei und den Flugzeugmodellbau des Betriebs unterzubringen. Diese Pläne wurden jedoch nicht vollständig umgesetzt. Die Anlage erhielt den Tarnnamen Disthen. Am 8. April 1945 wurde Bad Eilsen von alliierten Truppen erobert. Die Lichtpausabteilung, die sich im Stollen befand, wurde am 10. Juni 1945 einer gründlichen Untersuchung unterzogen und demontiert; damit endete die Episode als Quartier des Flugzeugwerks. Die übrige Stollenanlage konnte von den Alliierten nicht untersucht werden, da die ehemaligen Abbaubetriebe seit Beginn der 1940er Jahre durch Dämme in Ziegelmauerbauweise abgedämmt waren.

## Nachkriegszeit
In den Notzeiten nach dem Kriegsende wurde eine Wiederaufnahme der Kohlenförderung diskutiert, doch nachdem 1947 über Wassereinbrüche berichtet worden war, gab man das Vorhaben endgültig auf. Zu dieser Zeit muss ein großer Teil des Stollens unter Wasser gestanden haben. Später wurde der Harrlstollen zum Fledermausquartier umfunktioniert und das Mundloch bis auf einen kleinen Durchlass von ca. 40 × 40 cm verschlossen. Aktivitäten im Stollen sowie im benachbarten ehemaligen Eisenbahntunnel im Winterhalbjahr sind seitdem untersagt.

## Nachnutzung
Im Hauptstollen befinden sich noch heute die Räume der Lichtpauserei und der Modellbauabteilung der Focke-Wulf AG, die etwa 1/3 des Richtquerschlags in Anspruch nehmen. Die übrigen Strecken beherbergen einen gut erhaltenen Altbergbau. Nach Westen zweigen mehrere Strecken zu den ehemaligen Abbaurevieren ab, die jedoch zu Beginn der 1940er Jahre durch Dämme verschlossen wurden, da man für die Errichtung der Untertageverlagerung Disthen Probleme mit austretenden Grubengasen rechnete.
Das Grundstück, auf dem sich das Stollenmundloch befindet, gehörte von 2005 bis 2017 der Immobilienfirma Zweitehandhaus GmbH, die es 2010 dem Verein zur Arbeitsförderung in Magdeburgerforth übertrug, der dort im Stollen im August 2010 Untersuchungen durchführte. Während dieser Untersuchungen wurde eine Wand aufgesprengt, aus der Grubengase austraten, so dass das Bergamt den Stollen sperrte. Er sollte dauerstandfest verschlossen werden, jedoch konnte der Verein gegen diese Verfügung erfolgreich klagen, so dass im Oktober 2011 weitere Erkundungsarbeiten dort vorgenommen werden konnten. Die 2010 aufgetretenen Grubengase (Methan) waren inzwischen durch natürliche Bewetterung ausgespült worden und konnten mit Gasmessgeräten nicht mehr nachgewiesen werden. Der Harrlstollen in Ahnsen wurde im Jahr 2010 in den EU-Masterplan mit aufgenommen; dieser Plan beabsichtigte die Untersuchung zur Nutzbarmachung der Anlage für ein Museumsbergwerk. In den Jahren 2012 und 2013 wurden dort Arbeiten und Erkundungen ausgeführt, die von einem Fernsehsender begleitet wurden. Bei diesen Arbeiten wurden weitere Teile des Grubengebäudes erkundet, die jedoch dem alten markscheiderischen Rißwerk entsprachen.
Lange Zeit bestand die Vermutung, dass diese bisher nur wenig erkundeten Strecken zu dem vom Hobbyforscher Günter Fernholz gesuchten Stollen gehören. Fernholz vermutet dort unbekannte Hinterlassenschaften aus der Zeit vom Ende des Zweiten Weltkrieges. Ganz unbegründet erschien diese Vermutung nicht, denn tatsächlich fanden sich Zeugenaussagen in den Archiven, die Beobachtungen aus dem April 1945 belegen. In diesen Zeugenaussagen wird von der Einlagerung von Kisten gesprochen, von denen mittlerweile bekannt ist, dass es sich dabei um diejenigen handelte, in denen die Unterlagen aus der Unter-Tage-Verlagerung Disthen evakuiert wurden.
2017 wurde das Gelände, auf dem sich das ehemalige östliche Mundloch des Stollens befindet, verkauft. Es befindet sich seither in privater Hand. Der neue Eigentümer eignete sich in diesem Zusammenhang auch weite Teile des Grubengebäudes an.
Seither finden umfangreiche Sanierungsmaßnahmen an dem alten Grubengebäude statt, mit der Absicht, den Stollen als Besucherbergwerk der Öffentlichkeit zugänglich zu machen.

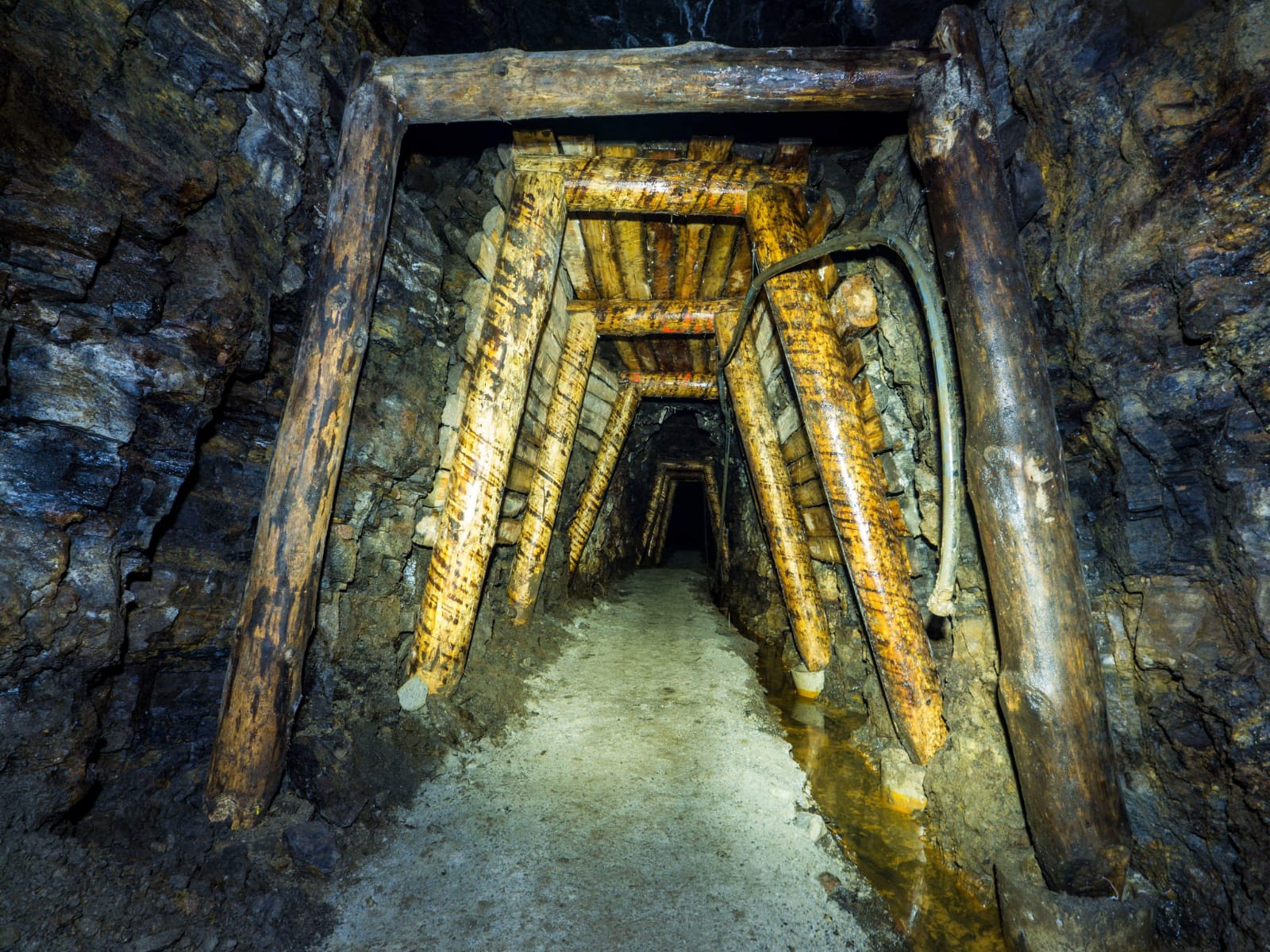
Ansicht der Innenanlage am Betriebspunkt C103 während der Sanierung

Vandalismusschäden und mehrere gescheiterte Einbruchsversuche führten zur Installation einer Videoüberwachungsanlage an der besonders schützenswerten historischen Substanz.